# بارگنج‌های لینوکس
بارگُنج‌های لینوکس یا کانتینرهای لینوکس (به انگلیسی: Linux Containers) LXC یک روش مجازی‌سازی سطح سیستم عامل است که برای اجرای سیستم‌های لینوکس ایزوله بر روی یک میزبان کنترلی با استفاده از یک تک هستهٔ لینوکس است.
هستهٔ لینوکس قابلیت cgroups را فراهم می‌کند که اجازه می‌دهد تا محدودیت و اولویت بندی منابع (CPU, memory, بلوک، I/O, شبکه، و غیره) بدون نیاز به روشن کردن هیچ ماشین مجازی ای و همچنین قابلیت فضای نام ایزوله که اجازهٔ انزوای کامل یک برنامهٔ کاربردی، نمایی از محیط اجرایی شامل درخت‌های فرایند، شبکه، مشخصه‌های کاربر و سیستم فایل‌های سوارشده است.
LXC هستهٔ cgroups را ترکیب می‌کند از فضای نام ایزوله برای محیا کردن یک محیط ایزوله برای برنامه‌های کاربردی پشتیبانی می‌کند. Docker نیز می‌تواند از LXC به عنوان یکی از درایورهای اجرایی استفاده کند که قادر به مدیریت تصویر و ارائهٔ خدمات استقرار است.

## بررسی اجمالی
LXC مجازی‌سازی سطح سیستم عامل را از طریق یک محیط مجازی که دارای فضای شبکه و فرایند خودش است را به جای ساختن یک ماشین مجازی کامل را محیا می‌کند. LXC متکی به قابلیت هستهٔ لینوکس cgroups است که در نسخهٔ ۲٫۶٫۲۴ منتشر شده بود و همچنین متکی به قابلیت ایزوله‌سازی فضای نام‌های نوع‌های دیگر است که توسعه یافته و یکپارچه شده با هسته اصلی لینوکس است.

## امنیت
در اصل بارگُنج‌های LXC به اندازهٔ روش‌های دیگر مجازی‌سازی سطح سیستم عامل مانند OpenVZ امن نبود. در هستهٔ لینوکس قبل از نسخهٔ ۳٫۸ کاربر ریشهٔ سیستم مهمان قادر به اجرای کد دلخواه در سیستم میزبان با ریشه ممتاز بود که بسیار شبیه chroot است.با شروع انتشار LXC 1.0، اجرای بارگُنج‌ها به عنوان کاربران عادی در میزبان با استفاده از بارگُنج‌های غیرممتاز ممکن شد. بارگُنج‌های غیرممتاز بیشتر در دسترسی مستقیم به سخت‌افزار محدود هستند. با این اوصاف حتی بارگُنج‌های ممتاز اگر درست پیکربندی شوند باید ایزوله‌سازی کافی را در مدل امنیتی LXC 1.0 فراهم کنند.

## جایگزین‌ها
LXC شبیه به دیگر تکنیک‌های مجازی‌سازی سطح سیستم عامل مانند OpenVZ و لینوکس-VServer است و به خوبی آنهایی است که روی سیستم‌های عامل دیگر مانند FreeBSD، پارتیشنهای حجم کار AIX و بارگُنج‌های سولاریس اجرا می‌شوند. در مقایسه با OpenVZ، ال ایکس سی در هستهٔ لینوکس Vanilla بدون نیاز به هیچ پچی کار می‌کند. نسخهٔ LXC 1 که در ۲۰ فوریه ۲۰۱۴ منتشر شد یک نسخهٔ پشتیبانی شدهٔ دراز مدت است و در نظر گرفته شده‌است که برای پنج پشتیبانی می‌شود.